# Paleontología en 1868
La paleontología es el estudio de las formas de vida prehistóricas en el planeta Tierra mediante el análisis de fósiles de plantas y animales. Esto incluye el estudio de fósiles corporales, huellas (icnitas), madrigueras, restos de restos, heces fosilizadas (coprolitos), palinomorfos y residuos químicos. Dado que los seres humanos han encontrado fósiles durante milenios, la paleontología tiene una larga historia, tanto antes como después de su formalización como ciencia. Este artículo registra descubrimientos y eventos significativos relacionados con la paleontología ocurridos o que hayan sido publicados en el año 1935.

## Artrópodos

### Crustáceos recién nombrados
| Nombre                   | Novedad       | Estado          | Autor(es) | Edad                             | Unidad              | Ubicación           | Notas                                         | Imágenes |
| ------------------------ | ------------- | --------------- | --------- | -------------------------------- | ------------------- | ------------------- | --------------------------------------------- | -------- |
| Astacus politus          | Sp nov        | Sinónimo junior | Schlüter  | Early Cretaceous                 | Bückeberg Formation | Bandera de Alemania | Trasladado al género Protastacus en 1983.     |          |
| Enoploclytia paucispina  | Sp nov        | Válido          | Schlüter  |                                  |                     | Bandera de Alemania | Una erímida.                                  |          |
| Eurycarpus               | Gen et sp nov | Válido          | Schlüter  |                                  |                     | Bandera de Alemania | decápodo: la especie tipo es E. nanodactylus. |          |
| Hoploparia macrodactyla  | Sp nov        | Válido          | Schlüter  |                                  |                     | Bandera de Alemania | Una langosta                                  |          |
| Necrocarcinus senonensis | Sp nov        | Válido          | Schlüter  |                                  |                     | Bandera de Alemania | Una necrocarcinida.                           |          |
| Palaeocorystes laevis    | Sp nov        | Sinónimo junior | Schlüter  | Cretácico Superior (Santoniense) |                     | Bandera de Alemania | Trasladado a Bournelyreidus en 2012.          |          |
| Squilla cretacea         | Sp nov        | Válido          | Schlüter  | Cretácico                        |                     | Bandera de Alemania | Un camarón mantis estomatópodo                |          |

### Insectos recién nombrados
| Nombre                     | Novedad         | Estado          | Autor(es) | Edad         | Unidad        | Ubicación                | Notes | Images |
| -------------------------- | --------------- | --------------- | --------- | ------------ | ------------- | ------------------------ | --- | ------ |
| Aphaenogaster berendti     | Sp nov          | Sinónimo junior | Mayr      | Eoceno Medio | Ámbar báltico | Bandera de Unión Europea | myrmicine, una hormiga. Trasladado a Stenamma berendti en 1915                                                              |        |
| Aphaenogaster sommerfeldti | Sp nov          | Válido          | Mayr      | Eoceno Medio | Ámbar báltico | Bandera de Unión Europea | myrmicine, una hormiga. |        |
| Camponotus constrictus     | Sp nov          | Sinónimo junior | Mayr      | Eoceno Medio | Ámbar báltico | Bandera de Unión Europea | Fósil formicine, una hormiga. Trasladado a Formica constrictus en 1915 Sinónimo de Cataglyphoides constrictus               |        |
| Camponotus mengei          | Sp nov          | Válido          | Mayr      | Eoceno Medio | Ámbar báltico | Bandera de Unión Europea | Fósil formicine, una hormiga.                                                                                               |        |
| Enneamerus                 | Gen et 2 sp nov | Válido          | Mayr      | Eoceno Medio | Ámbar báltico | Bandera de Unión Europea | myrmecine, una hormiga. 2 especies                                                                                          |        |
| Formica flori              | Sp nov          | Válido          | Mayr      | Eoceno Medio | Ámbar báltico | Bandera de Unión Europea | Fósil formicine, una hormiga.                                                                                               |        |
| Hypoclinea balticus        | Sp nov          | Sinónimo junior | Mayr      | Eoceno Medio | Ámbar báltico | Bandera de Unión Europea | Fósil Dolichoderine, una hormiga. Trasladado a Dolichoderus balticus en 1893                                                |        |
| Hypoclinea constricta      | Sp nov          | Sinónimo junior | Mayr      | Eoceno Medio | Ámbar báltico | Bandera de Unión Europea | Fósil Dolichoderine, una hormiga. Sinónimo junior de Yantaromyrmex constricta                                               |        |
| Hypoclinea cornuta         | Sp nov          | Sinónimo junior | Mayr      | Eoceno Medio | Ámbar báltico | Bandera de Unión Europea | Fósil Dolichoderine, una hormiga. Trasladado a Dolichoderus cornutus en 1893                                                |        |
| Hypoclinea geinitzi        | Sp nov          | Sinónimo junior | Mayr      | Eoceno Medio | Ámbar báltico | Bandera de Unión Europea | Fósil Dolichoderinae, una hormiga. Sinónimo junior de Yantaromyrmex geinitzi                                                |        |
| Hypoclinea goepperti       | Sp nov          | Sinónimo junior | Mayr      | Eoceno Medio | Ámbar báltico | Bandera de Unión Europea | Fósil Dolichoderinae, una hormiga. Trasladado a Bothriomyrmex goepperti en 1893, Sinónimo junior de Ctenobethylus goepperti |        |
| Hypoclinea longipennis     | Sp nov          | Sinónimo junior | Mayr      | Eoceno Medio | Ámbar báltico | Bandera de Unión Europea | Fósil Dolichoderinae, una hormiga. Trasladado a Dolichoderus longipennis en 1893                                            |        |
| Hypoclinea sculpturata     | Sp nov          | Sinónimo junior | Mayr      | Eoceno Medio | Ámbar báltico | Bandera de Unión Europea | Fósil Dolichoderinae, una hormiga. Trasladado a Dolichoderus sculpturata en 1893                                            |        |
| Hypoclinea tertiaria       | Sp nov          | Sinónimo junior | Mayr      | Eoceno Medio | Ámbar báltico | Bandera de Unión Europea | Fósil Dolichoderinae, una hormiga. Trasladado a Dolichoderus tertiaria en 1893                                              |        |
| Myrmica duisburgi          | sp nov          | Sinónimo junior | Mayr      | Eoceno Medio | Ámbar báltico | Bandera de Unión Europea | Fósil Agroecomyrmecinae, una hormiga. Trasladado a Agroecomyrmex duisburgi en 1910                                          |        |
| Pheidologeton antiquus     | sp nov          | Sinónimo junior | Mayr      | Eoceno Medio | Ámbar báltico | Bandera de Unión Europea | Fósil Myrmicinae, una hormiga. Trasladado a Aeromyrma antiqua en 1891 Synonym de Carebara antiqua                           |        |
| Ponera succinea            | Sp nov          | Sinónimo junior | Mayr      | Eoceno Medio | Ámbar báltico | Bandera de Unión Europea | A ponerine, una hormiga. Trasladado a Pachycondyla succinea en 1995                                                         |        |
| Prenolepis pygmaea         | Sp nov          | Sinónimo junior | Mayr      | Eoceno Medio | Ámbar Europeo | Bandera de Unión Europea | Fósil Formicinae, una hormiga. Sinónimo junior de Nylanderia pygmaea                                                        |        |
| Stigmomyrmex               | Gen et sp nov   | Válido          | Mayr      | Eoceno Medio | Ámbar Europeo | Bandera de Unión Europea | myrmicin, una hormiga. Type species S. venustus                                                                             |        |

## Archosauromorfos

### Dinosaurios
- Leidy colaboró con el artistBenjamen Waterhouse Hawkins para montar los huesos de Hadrosaurus foulkii para la Academia de Ciencias Naturales de Filadelfia. Este se convirtió en el primer esqueleto de dinosaurio montado exhibido públicamente y también una de las exhibiciones más populares en la historia de la academia. Se estima que la exhibición del Hadrosaurus aumentará el número de visitantes hasta en un 50%.[4]

#### Nuevos taxones
| Nombre       | Novedad       | Estado       | Autores | Edad            | Unidad                                      | Ubicación | Notas                                                     | Imáges |
| ------------ | ------------- | ------------ | ------- | --------------- | ------------------------------------------- | --------- | --------------------------------------------------------- | ------ |
| Aublysodon   | Gen et sp nov | Nomen dubium | Leidy   | Late Cretaceous | Judith River Formation                      | ()        | Possible subjective synonym of Albertosaurus or Deinodon. |        |
| Diplotomodon | Gen nov       | Nomen dubium | Leidy   | Late Cretaceous | Navesink Formation or Hornerstown Formation | ()        | Possible subjective synonym of Dryptosaurus.              |        |

## Plesiosaurios

### Nuevos taxones
| Nombre       | Estado | Autores  | Autores | Notas |
| ------------ | ------ | -------- | ------- | ----- |
| Elasmosaurio | Válido | Afrontar |         |       |

|  |
|  |

## Sinápsidos

### No mamíferos
| Nombre      | Estado | Autores | Año del descubrimiento | Edad | Unidad | Ubicación | Notas | Imágenes |
| ----------- | ------ | ------- | ---------------------- | ---- | ------ | --------- | ----- | -------- |
| Pristerodón | Válido | Huxley  |                        |      |        |           |       |          |